# إد لوي
إد لوي (بالإنجليزية: Ed Lowe)‏ هو شخصية أعمال أمريكي، ولد في 10 يوليو 1920 في سانت بول في الولايات المتحدة، وتوفي في 4 أكتوبر 1995.